# 亞布盧尼齊亞 (韋爾霍維納區)
48°1′40″N 24°55′12″E / 48.02778°N 24.92000°E
亞布盧尼齊亞是烏克蘭的村落，位於該國西部伊萬諾-弗蘭科夫斯克州，由韋爾霍維納區負責管轄，始建於1717年，面積19平方公里，2001年人口853，人口密度每平方公里44.89人。